# Mỹ Phúc
Mỹ Phúc là một xã thuộc thành phố Nam Định, tỉnh Nam Định, Việt Nam.

## Địa lý
Xã Mỹ Phúc nằm ở phía đông bắc huyện Mỹ Lộc, có vị trí địa lý:
- Phía đông giáp xã Mỹ Trung
- Phía tây giáp xã Mỹ Thắng
- Phía nam giáp phường Lộc Hạ và phường Lộc Vượng
- Phía bắc giáp tỉnh Hà Nam.

Xã Mỹ Phúc có diện tích 6,18 km², dân số năm 2022 là 9.291 người, mật độ dân số đạt 1.503 người/km².

## Hành chính
Xã Mỹ Phúc được chia thành 11 thôn.

## Lịch sử
Sau năm 1945, xã Mỹ Hà thuộc huyện Mỹ Lộc.
Ngày 21 tháng 4 năm 1965, Ủy ban Thường vụ Quốc hội ban hành Quyết định số 103-NQ-TVQH về việc thành lập tỉnh Nam Hà trên cơ sở tỉnh Hà Nam và tỉnh Nam Định. Khi đó, xã Mỹ Phúc thuộc huyện Mỹ Lộc, tỉnh Nam Hà.
Ngày 13 tháng 6 năm 1967, Hội đồng Chính phủ ban hành Quyết định số 76-CP về việc sáp nhập huyện Mỹ Lộc vào thành phố Nam Định. Khi đó, xã Mỹ Phúc thuộc thành phố Nam Định.
Ngày 27 tháng 12 năm 1975, Quốc hội ban hành Nghị quyết về việc thành lập tỉnh Hà Nam Ninh trên cơ sở tỉnh Nam Hà và tỉnh Ninh Bình. Khi đó, xã Mỹ Phúc thuộc thành phố Nam Định, tỉnh Hà Nam Ninh.
Ngày 27 tháng 4 năm 1977, Hội đồng Chính phủ ban hành Quyết định số 125-CP về việc sáp nhập xã Mỹ Phúc thuộc thành phố Nam Định vào huyện Bình Lục.
Ngày 26 tháng 12 năm 1991, Quốc hội ban hành Nghị quyết về việc chia tỉnh Hà Nam Ninh thành tỉnh Nam Hà và tỉnh Ninh Bình. Khi đó, xã Mỹ Phúc thuộc huyện Bình Lục, tỉnh Nam Hà.
Ngày 6 tháng 11 năm 1996, Quốc hội ban hành Nghị quyết về việc chia tỉnh Nam Hà thành tỉnh Nam Định và tỉnh Hà Nam. Khi đó, chuyển xã Mỹ Phúc thuộc huyện Bình Lục của tỉnh Hà Nam về thành phố Nam Định quản lý.
Ngày 26 tháng 2 năm 1997, Chính phủ ban hành Nghị định số 19-CP về việc chuyển xã Mỹ Phúc thuộc thành phố Nam Định về huyện Mỹ Lộc mới thành lập quản lý.
Ngày 2 tháng 12 năm 2021, HĐND tỉnh Nam Định ban hành Nghị quyết số 63/2021/NQ-HĐND về việc:
- Thành lập thôn Vạn Thanh trên cơ sở Vạn Khoảnh và thôn Đàm Thanh.
- Thành lập thôn Liễu Văn trên cơ sở Liễu Nha và Văn Hưng.
- Thành lập thôn Đệ Tam trên cơ sở thôn Tam Đoài và thôn Tam Đông.
- Thành lập thôn Hậu Bồi – Lốc trên cơ sở thôn Bồi Tây và Thôn Lốc.

Ngày 23 tháng 7 năm 2024, Ủy ban Thường vụ Quốc hội ban hành Nghị quyết số 1104/NQ-UBTVQH15 về việc sắp xếp đơn vị hành chính cấp huyện, cấp xã trên địa bàn tỉnh Nam Định (nghị quyết có hiệu lực từ ngày 1 tháng 9 năm 2024). Theo đó, sáp nhập huyện Mỹ Lộc vào thành phố Nam Định. Khi đó, xã Mỹ Phúc thuộc thành phố Nam Định.